# Cecidomyia fici
Cecidomyia fici är en tvåvingeart som beskrevs av Cook 1909. Cecidomyia fici ingår i släktet Cecidomyia och familjen gallmyggor.
Artens utbredningsområde är Kuba. Inga underarter finns listade i Catalogue of Life.